# NGC 4033
NGC 4033 ist eine elliptische Galaxie vom Hubble-Typ E6 im Sternbild Rabe südlich des Himmelsäquators. Sie ist rund 65 Millionen Lichtjahre von der Milchstraße entfernt und hat einen Durchmesser von etwa 50.000 Lichtjahren. Gemeinsam mit PGC 37841 bildet sie ein optisches Galaxienpaar und ist Mitglied der 27 Galaxien zählenden NGC-4038-Gruppe (LGG 263).
Das Objekt wurde am 31. Dezember 1785 von Wilhelm Herschel entdeckt.